# María Martínez (artista)
María Montoya Martínez, de nacimiento era María-Antonia Montoya, (n. San Ildefonso Pueblo, Nuevo México; 1887 – f. Ib.; 20 de julio de 1980) fue una artista nativa estadounidense, quien creó cerámica conocida internacionalmente. Junto con su esposo Julián Martínez y otros miembros de la familia examinaron los estilos tradicionales de cerámica de los indios pueblo y sus técnicas, para crear piezas que reflejan el legado de los indios pueblo en el arte y la artesanía.
A temprana edad, aprendió habilidades cerámicas de su tía. Durante este tiempo, ya estaban disponibles en el suroeste piezas de estaño españolas y de esmalte anglosajonas, haciendo que la creación de cacharros de barro fuera menos necesaria. El arte de la cerámica tradicional estaba en riesgo de extinción. María mantuvo su interés en el tema y experimentó con diferentes técnicas.

## Biografía
María Martínez procedía del pueblo de San Ildefonso, una comunidad situada a 32 kilómetros al noroeste de Santa Fe, Nuevo México. A una edad temprana, aprendió las técnicas de alfarería de su tía y recuerda este "aprendizaje por visión" a partir de los once años, mientras observaba a su tía, a su abuela y al primo de su padre trabajar en su alfarería durante la década de 1890.[En esa época, la cerámica española y la anglo esmaltada estaban disponibles en el suroeste, lo que hacía menos necesaria la creación de ollas tradicionales para cocinar y servir. Las técnicas tradicionales de alfarería se estaban perdiendo, pero Martínez y su familia experimentaron con diferentes técnicas y ayudaron a preservar el arte cultural.

### Trayectoria profesional
Durante una excavación en 1908 dirigida por Edgar Lee Hewett, profesor de arqueología y fundador y director del Museo de Nuevo México en Santa Fe, se descubrieron ejemplos de cerámica de galleta negra sobre blanco. Al buscar en la tierra arenosa y la arcilla roja del desierto de Nuevo México, se descubrieron piezas rotas de cerámica bizcochada. (El término "biscuit ware" fue aplicado por primera vez por Kidder (1915) para describir la cerámica distintiva de las ruinas del período Clásico en la Meseta de Pajarito y el Valle de Santa Fe. Aunque la cerámica biscuit parece haberse desarrollado directamente a partir de la cerámica negra sobre blanco de Santa Fe y de la cerámica negra sobre blanco de Wiyo, la cerámica biscuit presenta características muy distintas de los tipos de cerámica anteriores.
Es un error común decir que "a finales del siglo XVIII, el uso de pigmentos vegetales y sustancias minerales finamente pulverizadas se convirtió en la técnica preferida de pintura y causó lentamente la extinción de la cerámica vidriada". En realidad, los habitantes cercanos de Santa Clara Pueblo, habían producido la cerámica negra altamente bruñida, desde el 1600.
Hewett buscó un alfarero del pueblo experto que pudiera recrear la cerámica bizcochada. Su intención era colocar las vasijas recreadas en museos y preservar así la antigua forma de arte. María Martínez era conocida en el pueblo Tewa de San Ildefonso, Nuevo México, por hacer las vasijas más finas en el menor tiempo; por lo tanto, Hewett la vio como la alfarera perfecta para dar vida a su idea.

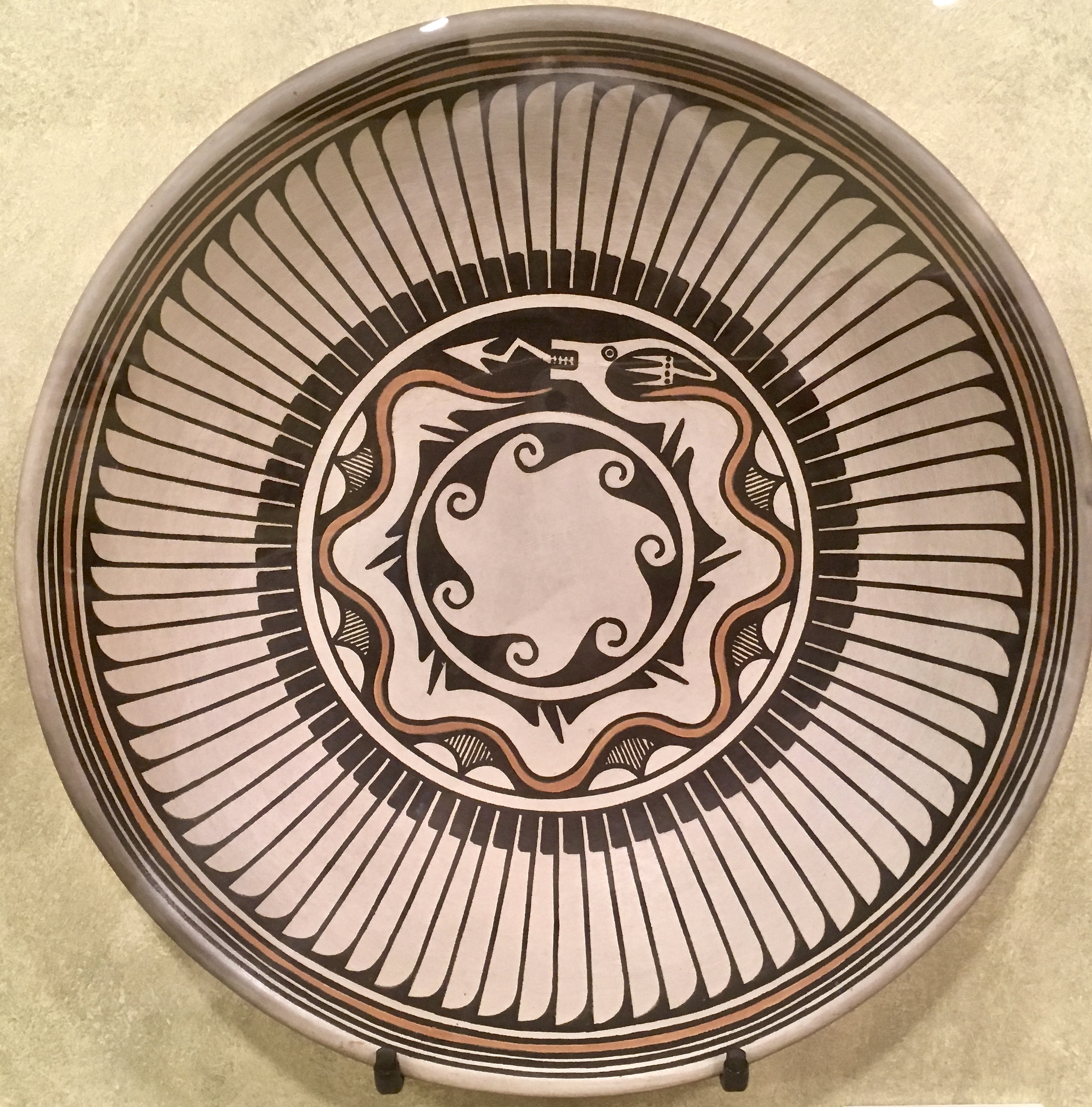
Plato Avanyu policromado de Maria y Popovi Da, 1969

Este trabajo era distinto, pero invariablemente se confundía con (en la narrativa popular) la cerámica negra mate sobre pulido que María y su marido experimentaron y perfeccionaron por su cuenta y para la que no había ningún precedente anterior, contrariamente al mito popular.
Fue necesario un largo proceso de experimentación y de superación de retos para recrear con éxito el estilo de cerámica negro sobre negro y cumplir con los exigentes estándares de María. "Como casi toda la arcilla que se encuentra en las colinas no es negra como el azabache, uno de los retos específicos fue encontrar la manera de hacer que la arcilla adquiriera el color deseado. María descubrió, observando a la familia Tafoya de Santa Clara Pueblo, que aún practicaba las técnicas tradicionales de alfarería, que al sofocar el fuego que rodeaba la cerámica durante el proceso de cocción al aire libre, el humo quedaba atrapado y se depositaba en la arcilla, creando varios tonos de color negro a bronceado. "La idea que experimentó fue que una "vasija roja pulida sin cocer, pintada con un engobe rojo sobre el pulido y cocida a continuación en un fuego de difuminación a una temperatura relativamente fría, daría como resultado un fondo negro brillante y profundo con una decoración negra mate". Los fragmentos y el estiércol de oveja y de caballo colocados alrededor del exterior y del interior del horno de adobe estilo kiva al aire libre darían a la vasija un aspecto de acabado mate más resbaladizo. Después de muchas pruebas y errores, María produjo con éxito una vasija de cerámica negra. Las primeras vasijas para un museo se cocieron alrededor de 1913. Estas vasijas no estaban decoradas, no estaban firmadas y eran de una calidad generalmente tosca. El primer registro de esta cerámica fue en una exposición de julio de 1920 celebrada en el Museo de Arte de Nuevo México.
Avergonzada por no poder crear vasijas negras de alta calidad al estilo de los antiguos pueblos Pueblo, Martínez ocultó sus vasijas al mundo. Unos años más tarde, Hewett y sus invitados visitaron el pequeño pueblo Tewa. Estos invitados pidieron comprar cerámica de loza negra, similar a las vasijas de Martínez que se encontraban en un museo. Ella se sintió muy animada por este interés y empezó a intentar perfeccionar el arte de la cerámica negra. Su destreza avanzaba con cada vasija, y su arte empezó a causar un gran revuelo entre los coleccionistas y se convirtió en un negocio para la cerámica de loza negra. Además, Martínez comenzó a experimentar con diversas técnicas para producir otras formas y colores de cerámica.

### Descripción de la cerámica negra

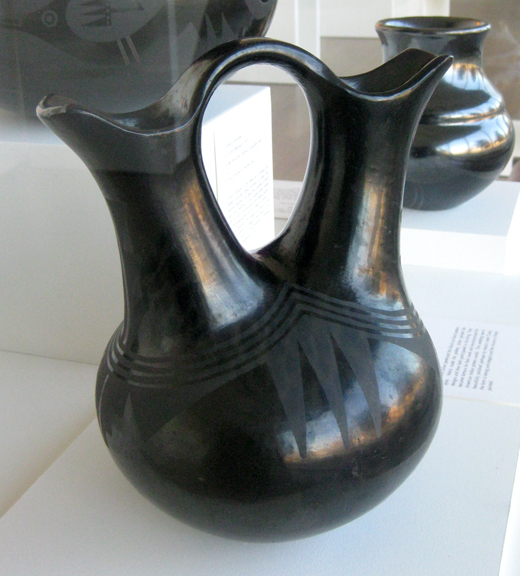
Jarrón de boda de loza negra mate sobre brillante de María y Julián Martínez, ca. 1929, colección del Museo de Arte Fred Jones Jr.

Un jarrón de olla tiene el borde ligeramente aplanado y un marcado ángulo en el hombro. El creado por María y Julián Martínez es característico de este tipo, que está "decorado sólo en los bordes, es decir, por encima del ángulo del hombro." La luz se refleja en la superficie brillante y lisa. El acabado del producto cerámico de color negro azabache parece no tener ninguna mancha. Una banda con una decoración negra más clara destaca sobre un fondo negro mate sólido. Este tipo de vasija "depende para su efecto decorativo de la manipulación del acabado de la superficie" para que parezca que las decoraciones están rayadas en la superficie de la vasija. La banda envuelve directamente el estrecho cuello de la vasija. Un avanyu, o serpiente con cuernos, rodea la vasija y se desliza dentro de la banda. La lengua de la serpiente casi toca la punta de su cola. Los movimientos del cuerpo de la serpiente parecen vivos; un tributo al aprecio que los pueblos Pueblo tienen por la naturaleza y la vida. Los adornos de la vasija le dan una personalidad y un aspecto único e individualizado.

### Proceso
La creación de la cerámica negra es un proceso largo que consta de muchos pasos que requieren paciencia y habilidad. Antes de que la vasija esté terminada, tienen lugar seis procesos distintos. Según Susan Peterson en The Living Tradition of Maria Martinez, estos pasos incluyen "encontrar y recoger la arcilla, formar una vasija, raspar y lijar la vasija para eliminar las irregularidades de la superficie, aplicar la barbotina con hierro y bruñirla hasta conseguir un alto brillo con una piedra lisa, decorar la vasija con otra barbotina y cocer la vasija."
El primer paso es la recogida de la arcilla, que se realiza una vez al año, normalmente en octubre, cuando está seca. La arcilla se almacena en una estructura de adobe donde la temperatura se mantiene constante."El siguiente paso es comenzar a moldear la arcilla para formar una vasija; la cantidad adecuada de arcilla se lleva a la casa desde la estructura de almacenamiento. La arcilla se coloca en una mesa cubierta con un paño. Se hace un agujero del tamaño de un puño en la arcilla y se colocan en la depresión cantidades iguales de arena gris-rosa y azul. Se hace un agujero más pequeño en la arena azul y se vierte agua en el agujero. A continuación se amasan las sustancias. A continuación, se envuelve la mezcla en la tela, se lava y se cubre con una toalla para evitar que se escape la humedad. Se deja que la arcilla se seque ligeramente durante uno o dos días y se estabilice. El pukis o "molde de apoyo, una forma de arcilla seca o cocida en la que se puede formar el fondo redondo de una nueva pieza" permite al alfarero construir la base de la vasija en forma de panqueque.Tras apretar la arcilla con los dedos, se pellizca una pared de 2,5 cm de altura desde la base en forma de panqueque. Se utiliza una costilla de calabaza con movimientos cruzados para alisar la pared, haciéndola gruesa y uniforme. En la parte superior de la pared de arcilla se colocan largos rollos de arcilla. Luego se alisan con la calabaza, lo que permite al alfarero aumentar la altura de la vasija. Los posibles agujeros de aire se parchean con arcilla y se sellan con la costilla de la calabaza.
Tras el secado, la vasija se raspa, se lija y se pule con piedras. Esta es la parte del proceso que más tiempo lleva. Se aplica una pequeña piedra redonda al lado de la vasija con movimientos rítmicos, horizontales y constantes. La vasija se bruñe frotando la piedra en paralelo con el lado de la vasija para producir una superficie brillante y uniformemente pulida. La vasija está entonces lista para el fuego después de aplicar una segunda barbotina. El engobe se pinta sobre la superficie bruñida con diversos diseños tradicionales.

### Cocción
Martínez utilizaba una técnica de cocción llamada "cocción reductora". La atmósfera reductora se produce cuando el aire que rodea las vasijas no contiene suficiente oxígeno para alimentar las llamas. Esto provoca una reacción química que oscurece el cuerpo de la arcilla.

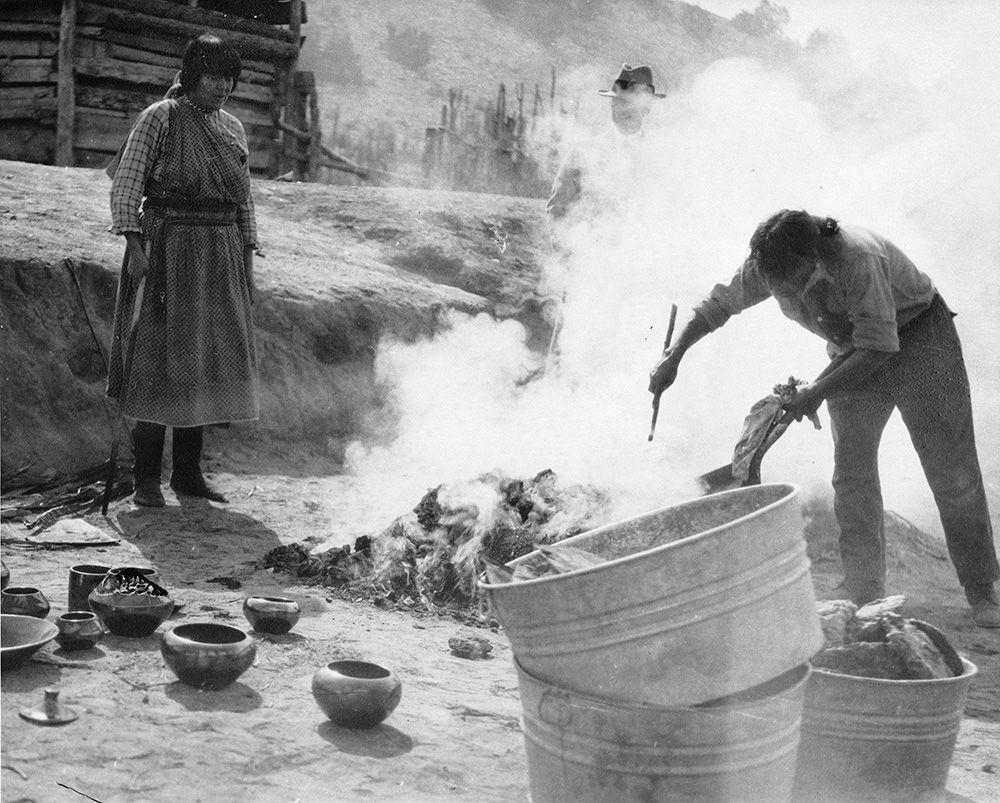
María y Julián Martínez cociendo cerámica negra en P'ohwhóge Owingeh (San Ildefonso Pueblo), Nuevo México (c.1920)

 El proceso de cocción llevaba muchas horas, además de las semanas de preparación previa. A menudo la ayudaban su marido o sus hijos. La cocción se realizaba a primera hora de la mañana, en un día claro y tranquilo, cuando el viento no dificultaba el proceso.
En primer lugar, se colocaban las vasijas en el pozo de cocción y se cubrían cuidadosamente con trozos de cerámica rotos y láminas de aluminio o chatarra. A fin de permitir la ventilación para mantener el fuego encendido, se dejaban pequeños espacios sin cubrir. El conjunto foso-horno se rodeaba entonces con virutas de vaca -estiércol de vaca muy seco- como combustible. Las virutas se colocaron con cuidado para dejar libres las ventilaciones. El objetivo era evitar que las llamas tocaran las ollas, de ahí las láminas metálicas de protección. Después de cubrir el horno con más virutas de vaca, encendieron la leña por todos los lados para asegurar una distribución uniforme del calor. Seguían alimentando el fuego con madera de cedro seca hasta que alcanzaba la temperatura deseada de entre 1.200 y 1.400 grados Fahrenheit, según el aspecto que quisieran darle al lote de vasijas. Si el fuego seguía ardiendo, la cerámica alcanzaría un color rojo-marrón. Pero para hacer la cerámica negra por la que María era famosa, el fuego se sofocaba con estiércol de caballo seco y pulverizado. De este modo, se reducía en gran medida la cantidad de oxígeno dentro del horno, creando así una atmósfera reductora que hacía que el color de las vasijas se volviera negro. Al cabo de varias horas, Martínez desplazó el estiércol de caballo para apagar el fuego y enterrar las vasijas para que pudieran enfriarse lentamente. Una vez que el horno de fosa se enfriaba lo suficiente como para descargarlo, sacaban las vasijas con cuidado utilizando un palo si las vasijas aún estaban calientes, o a mano si las vasijas estaban lo suficientemente frías como para tocarlas.

### Decoraciones
Julián Martínez, el marido de María, comenzó a decorar las ollas de María después de muchos ensayos y errores. "Para crear sus diseños, se crea una pasta de arcilla y agua conocida como engobe y se aplica a la superficie ya bruñida, pero aún sin cocer. No se puede pulir un diseño en un fondo mate, ya que la piedra no es tan precisa como un pincel." Descubrió que pintar los diseños con una mezcla de jugo de guaco y arcilla proporcionaba un efecto decorativo mate sobre brillante. El proceso consistía en pulir el fondo y, a continuación, pintar de forma mate los diseños antes de la cocción. En 1918, Julián terminó la primera de las vasijas de cerámica negra de María con un fondo mate y un diseño Avanyu pulido. Muchas de las decoraciones de Julián eran patrones adoptados de antiguas vasijas de los Pueblos. Estos patrones incluían pájaros, huellas de corredores, lluvia, plumas, nubes, montañas y zigzags o escalones de kiva.

### Firmas
María utilizó variaciones de su firma en sus vasijas a lo largo de su vida. Estas firmas ayudan a datar las obras de arte. Las obras más antiguas de María y Julián no llevaban firma. Los dos no tenían idea de que su arte se haría popular y no consideraban necesario reclamar la autoría de sus obras. Lo más probable es que las obras sin firmar se hicieran entre 1918 y 1923. Una vez que María tuvo éxito con su cerámica, empezó a firmar sus obras como "Marie". Pensó que el nombre "Marie" era más popular entre el público no indio que el nombre "Maria" y que influiría más en los compradores Las piezas firmadas como "Marie" se hicieron entre 1923 y 1925.
Aunque Julian decoraba las vasijas, sólo Maria reclamaba el trabajo ya que la alfarería se consideraba todavía un trabajo de mujeres en el Pueblo.
Maria dejó la firma de Julian fuera de las piezas para respetar la cultura Pueblo hasta 1925. Después de eso, "Marie + Julian" siguió siendo la firma oficial en toda la cerámica hasta la muerte de Julian en 1943. La familia de María comenzó a ayudar en el negocio de la alfarería tras la muerte de Julián. De 1943 a 1954 el hijo de Maria, Adam, y su esposa Santana, recogieron arcilla, enrollaron, pulieron, decoraron y cocieron cerámica con Maria. Adam asumió el trabajo de su padre de recoger la arcilla y pintar las decoraciones. "Marie + Santana" se convirtió en la nueva firma de las vasijas. Durante unos treinta años, María firmó con su nombre como "Marie".Una vez que su hijo, Popovi Da, empezó a trabajar junto a su madre, María comenzó a referirse a sí misma como "María" en la cerámica. Hacia 1956 comenzaron a firmar sus piezas como "Maria+Poveka" y "Maria/Popovi".
Ganó muchos premios y presentó su cerámica en varias ferias mundiales y recibió la subvención inicial para que el Fondo Nacional de las Artes financiará un taller de cerámica de Martínez en 1973. Martínez transmitió sus conocimientos y su habilidad a muchas otras personas, incluida su familia, otras mujeres del pueblo y estudiantes del mundo exterior. Cuando era una niña, aprendió a ser alfarera viendo a su tía Nicolasa hacer cerámica. Durante el tiempo en que desarrolló lo que ahora conocemos como el estilo de cerámica tradicional de San Ildefonso, aprendió mucho de Sarafina Tafoya, la matriarca de la cerámica del vecino pueblo de Santa Clara. Cuando en 1932 le pidieron que diera clases en la escuela india del gobierno en Santa Fe, Martínez se negó a hacerlo: "Yo vengo y trabajo y ellos pueden mirar", declaró. Los miembros de su familia no le habían enseñado, y ella tampoco lo haría: "nadie enseña".

## Estilo artístico
Las obras de María Martínez, y especialmente su cerámica negra, se conservan en muchos museos, como el Smithsonian, el Museo Metropolitano de Arte y el Museo de Arte de Denver, entre otros. El Penn Museum de Filadelfia conserva ocho vasijas -tres platos y cinco jarras- firmadas "Marie" o "Marie & Julian".

### Colecciones
- Brooklyn Museum[19]
- Cincinnati Art Museum[20]
- Cleveland Museum of Art[21]
- Crocker Art Museum[22]
- Denver Art Museum[23]
- Everson Museum of Art[24]
- Gilcrease Museum[25]
- Institute of Texan Cultures[26]
- Jesse Peter Multicultural Museum[27]
- Millicent Rogers Museum[28]
- Minneapolis Institute of Art[29]
- Museum of Fine Arts, Boston[30]
- Museum of Fine Arts, St. Petersburg[31]
- Museum of Modern Art[32]
- National Museum of the American Indian
- National Museum of Women in the Arts
- Portland Art Museum[33]
- Smithsonian American Art Museum[34]
- Toledo Museum of Art[35]
- University of Michigan Museum of Art[36]

## Premios y reconocimientos
- Recibió en vida doctorados honoríficos de la Universidad de Colorado y de la Universidad de Nuevo México.[37]
- Su retrato fue realizado por Malvina Hoffman, una notable escultora estadounidense.[38]
- En 1978 Martínez tuvo una importante exposición individual en la Galería Renwick del Instituto Smithsoniano.[39]